# 三貂嶺
25°03′42.0″N 121°49′22.0″E / 25.061667°N 121.822778°E

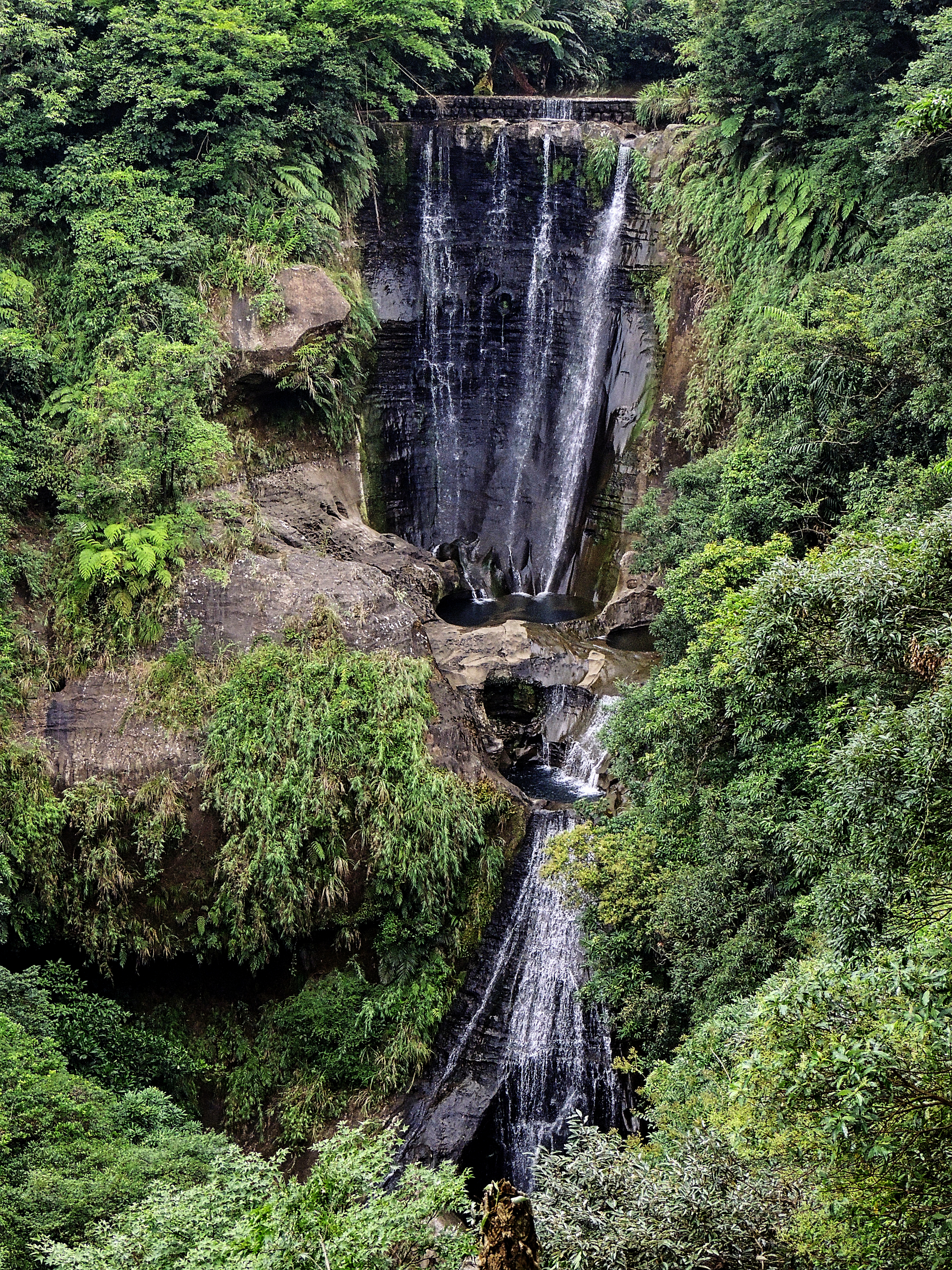
三貂嶺步道的合谷瀑布

三貂嶺是台灣新北市瑞芳區、雙溪區之間的一個地區，有三貂嶺古道、三貂嶺隧道和臺灣鐵路管理局宜蘭線的三貂嶺車站。當地山脈過往藏有金礦。十分瀑布亦流經這裡。目前正在施作三貂嶺新闢聯外道路。三貂嶺步道的步道入口，就在已廢校的碩仁國小下方，沿途平緩、景致豐富、保持原始風貌，沿途可觀賞基隆河支流的五分寮溪上的摩天瀑布、枇杷洞瀑布，中坑溪的合谷瀑布。

## 外部連結
- 陳珮琦. . 聯合新聞網. 2017-11-30  [2018-08-23]. （原始内容存档于2018-08-23）.